# Anytime You Need a Friend
Anytime You Need a Friend is een nummer van de Amerikaanse zangeres Mariah Carey uit 1994. Het is de vierde en laatste single van haar derde studioalbum Music Box.
"Anytime You Need a Friend" is een gospelballad die gaat over de wanhoop die Carey voelde tijdens haar relatie met haar toenmalige geliefde Tommy Motola, die in 1997 eindigde. "Mijn geloof in God hielp mij erdoorheen", zei Carey erover. "Ik schreef dit nummer terwijl ik dacht aan wat God tegen ons zou zeggen in angstige tijden". Het nummer werd in veel landen een hit. Zo bereikte het de 12e positie in de Amerikaanse Billboard Hot 100. In de Nederlandse Top 40 was het succesvoller met een 10e positie, terwijl in de Vlaamse Radio 2 Top 30 de 13e positie werd gehaald.